# Шишигіна Ольга Василівна
Ольга Василівна Шишигіна (нар. 23 грудня 1968, Алмати, Казахська РСР) — казахська легкоатлетка, що спеціалізується на бігу з бар'єрами, олімпійська чемпіонка 2000 року, призерка чемпіонатів світу, чемпіонка Азії та Азійських ігор.

## Біографія
Ольга Шишигіна народилася 23 грудня 1968 у місті Алмати. 
У 1995 році вперше заявила про себе на чемпіонатах світу. Шигигіна спершу стала срібною призеркою чемпіонату світу в приміщенні, а потім зуміла повторити це досягнення на чемпіонаті світу на відкритому повітрі. Після цього здала позитивну допінг пробу на станозолол, за що була дисквалілфікована на два роки. Повернулася у 1998 році та зуміла стати чемпіонкою Азії. Наступного року на чемпіонаті світу в приміщенні стала чемпіонкою, але на чемпіонаті світу в Севільї зупинилася за крок до п'єдесталу, ставши четвертою. У 2000 році Шишигіна здобула найбільше досягнення у своїй кар'єрі. На Олімпійських іграх у Сіднеї вона стала олімпійською чемпіонкою.
Продовжувала виступати на змаганнях і в наступному олімпійському циклі. Так на чемпіонаті світу 2001 року вона стала бронзовою призеркою. Але згодом після цього, у 2002 році, через травми вирішила завершити спортивну кар'єру.
З 22 січня 2013 року стала народним депутатом мажалісу парламенту Республіки Казахстан, п'ятого скликання. Вона пройшла за списками правлячої партії «Нур Отан». Після наступних парламентських виборів залишилася депутатом.

## Кар'єра
| Рік                   | Змагання                     | Місто                 | Місце                 | Дисципліна             | Примітки              |
| Представник Казахстан | Представник Казахстан        | Представник Казахстан | Представник Казахстан | Представник Казахстан  | Представник Казахстан |
| --------------------- | ---------------------------- | --------------------- | --------------------- | ---------------------- | --------------------- |
| 1993                  | Чемпіонат Азії               | Маніла, Філіппіни     | 3                     | 100 метрів з бар'єрами | 13,57 с               |
| 1994                  | Азійські ігри                | Хіросіма, Японія      | 1                     | 100 метрів з бар'єрами | 12,80 с               |
| 1995                  | Чемпіонат світу в приміщенні | Барселона, Іспанія    | 2                     | 60 метрів з бар'єрами  | 7,92 с                |
| 1995                  | Чемпіонат світу              | Гетеборг, Швеція      | 2                     | 100 метрів з бар'єрами | 12,80 с               |
| 1998                  | Чемпіонат Азії               | Фукуока, Японія       | 1                     | 100 метрів з бар'єрами | 13,04 с               |
| 1998                  | Азійські ігри                | Бангкок, Таїланд      | 1                     | 100 метрів з бар'єрами | 12,63 с               |
| 1999                  | Чемпіонат світу в приміщенні | Маебасі, Японія       | 1                     | 60 метрів з бар'єрами  | 7,86 с                |
| 1999                  | Чемпіонат світу              | Севілья, Іспанія      | 4                     | 100 метрів з бар'єрами | 12,51 с               |
| 2000                  | Олімпійські ігри             | Сідней, Австралія     | 1                     | 100 метрів з бар'єрами | 12,65 с               |
| 2001                  | Чемпіонат світу в приміщенні | Лісабон, Португалія   | 4                     | 60 метрів з бар'єрами  | 7,96 с                |
| 2001                  | Чемпіонат світу              | Едмонтон, Канада      | 3                     | 100 метрів з бар'єрами | 12,58 с               |